# Patty Schnyder
Patty Schnyder (Bázel, 1978. december 14. –) svájci hivatásos teniszezőnő, olimpikon.
Pályafutása során 11 egyéni és 5 páros WTA-tornát nyert meg, ezen kívül hét egyéni ITF-tornán végzett az első helyen.
Legjobb Grand Slam-eredményét egyéniben 2004-ben érte el, amikor bejutott az Australian Open elődöntőjébe. Párosban két alkalommal játszott elődöntőt, először a 2004-es US Openen, másodszor a 2005-ös Roland Garroson. A világranglistán egyéniben összesen 94 héten keresztül szerepelt a legjobb tíz között, legelőkelőbb helyezése a hetedik volt, ezt 2005 novemberében érte el. Párosban a legjobb világranglista helyezése a 15. volt, amely helyen 2005. június 6-án állt.
Svájc képviseletében három olimpián vett részt: az 1996-os atlantai, a 2004-es athéni és a a 2008-as pekingi olimpia egyéni és páros versenyein.
1996–2011 között 50 alkalommal lépett pályára Svájc színeiben a Fed-kupa-tornán.
Tizenhét évnyi versenyszerű teniszezés után 2011 májusában bejelentette visszavonulását, majd 2015-ben visszatért a versenypályákra. 2018 november végén, néhány nappal 40. születésnapja előtt bejelentette második, és ezúttal végleges visszavonulását.

## WTA-döntői

### Egyéni

#### Győzelmei (11)
| Összesítés           |                        |
| Grand Slam-torna (0) |                        |
| Tier I (1)           | Premier Mandatory* (0) |
| Tier II (1)          | Premier Five* (0)      |
| Tier III (5)         | Premier* (0)           |
| Tier IV (3)          | International* (0)     |
| Tier V (1)           | Challenger* (0)        |

* 2009-től megváltozott a tornák rendszere. Challenger tornákat 2012-től rendeznek.
 Az egymás mellett azonos színnel jelölt tornatípusok között nincs teljes mértékű megfelelés.
| No. | Dátum                | Helyszín        | Borítás          | Ellenfél a döntőben | Eredmény a döntőben |
| 1.  | 1998. január 18.     | Hobart          | Kemény           | Dominique van Roost | 6–3, 6–2            |
| 2.  | 1998. február 22.    | Hannover        | Szőnyeg (fedett) | Jana Novotná        | 6–0, 3–6, 7–5       |
| 3.  | 1998. május 24.      | Madrid          | Salak            | Dominique van Roost | 3–6, 6–4, 6–0       |
| 4.  | 1998. július 12.     | Maria Lankowitz | Salak            | Gala León García    | 6–2, 4–6, 6–3       |
| 5.  | 1998. július 19.     | Palermo         | Salak            | Barbara Schett      | 6–1, 5–7, 6–2       |
| 6.  | 1999. január 10.     | Gold Coast      | Kemény           | Mary Pierce         | 4–6, 7–6(5), 6–2    |
| 7.  | 2001. november 11.   | Pattaja         | Kemény           | Nagy Henrieta       | 6–0, 6–4            |
| 8.  | 2002. október 20.    | Zürich          | Szőnyeg (fedett) | Lindsay Davenport   | 6–7(5), 7–6(8), 6–3 |
| 9.  | 2005. január 8.      | Gold Coast      | Kemény           | Samantha Stosur     | 1–6, 6–3, 7–5       |
| 10. | 2005. július 24.     | Cincinnati      | Kemény           | Akiko Morigami      | 6–4, 6–0            |
| 11. | 2008. szeptember 14. | Bali            | Kemény           | Tamira Paszek       | 6–3, 6–0            |

#### Elveszített döntői (16)
| No. | Dátum                | Helyszín                | Borítás          | Ellenfél a döntőben | Eredmény a döntőben |
| 1.  | 1996. szeptember 15. | Karlovy Vary            | Salak            | Ruxandra Dragomir   | 2–6, 6–3, 4–6       |
| 2.  | 1998. szeptember 28. | München, Grand Slam Cup | Kemény (fedett)  | Venus Williams      | 2–6, 6–3, 2–6       |
| 3.  | 1998. július 16.     | Klagenfurt              | Salak            | Barbara Schett      | 7–5, 4–6, 4–6       |
| 4.  | 2001. július 12.     | Bécs                    | Salak            | Iroda To’laganova   | 3–6, 2–6            |
| 5.  | 2002. április 21.    | Hilton Head             | Salak            | Iva Majoli          | 6–7(5), 4–6         |
| 6.  | 2005. május 15.      | Róma                    | Salak            | Amélie Mauresmo     | 6–2, 3–6, 4–6       |
| 7.  | 2005. október 23.    | Zürich                  | Szőnyeg (fedett) | Lindsay Davenport   | 6–7(5), 3–6         |
| 8.  | 2005. október 30.    | Linz                    | Kemény (fedett)  | Nagyezsda Petrova   | 6–4, 3–6, 1–6       |
| 9.  | 2006. április 16.    | Charleston              | Zöld salak       | Nagyezsda Petrova   | 3–6, 6–4, 1–6       |
| 10. | 2006. július 30.     | Stanford                | Kemény           | Kim Clijsters       | 4–6, 2–6            |
| 11. | 2007. április 16.    | San Diego               | Kemény           | Marija Sarapova     | 2–6, 6–3, 0–6       |
| 12. | 2007. október 28.    | Linz                    | Kemény (fedett)  | Daniela Hantuchová  | 4–6, 2–6            |
| 13. | 2008. március 9.     | Bengaluru               | Kemény           | Serena Williams     | 5–7, 3–6            |
| 14. | 2009. július 12.     | Budapest                | Salak            | Szávay Ágnes        | 6–2, 4–6, 2–6       |
| 15. | 2010. július 11.     | Budapest                | Salak            | Szávay Ágnes        | 2–6, 4–6            |
| 16. | 2010. október 17.    | Linz                    | Kemény           | Ana Ivanović        | 1–6, 2–6            |

### Páros

#### Győzelmei (5)
| Összesítés           |                        |
| Grand Slam-torna (0) |                        |
| Tier I (0)           | Premier Mandatory* (0) |
| Tier II (5)          | Premier Five* (0)      |
| Tier III (0)         | Premier* (0)           |
| Tier IV (0)          | International* (0)     |
| Tier V (0)           | Challenger* (0)        |

* 2009-től megváltozott a tornák rendszere. Challenger tornákat 2012-től rendeznek.
 Az egymás mellett azonos színnel jelölt tornatípusok között nincs teljes mértékű megfelelés.
| No. | Dátum             | Helyszín  | Borítás          | Partner             | Ellenfél a döntőben                      | Eredmény a döntőben |
| 1.  | 1998. május 3.    | Hamburg   | Salak            | Barbara Schett      | Martina Hingis / Jana Novotná            | 7–6(3), 3–6, 6–3    |
| 2.  | 2002. február 17. | Antwerpen | Szőnyeg (fedett) | Magdalena Maleeva   | Nathalie Dechy / Meilen Tu               | 6–3, 6–7(3), 6–3    |
| 3.  | 2003. február 9.  | Párizs    | Szőnyeg (fedett) | Barbara Schett      | Marion Bartoli / Stéphanie Cohen-Aloro   | 2–6, 6–2, 7–6(5)    |
| 4.  | 2004. február 15. | Párizs    | Szőnyeg (fedett) | Barbara Schett      | Silvia Farina Elia / Francesca Schiavone | 6–3, 6–2            |
| 5.  | 2008. október 5.  | Stuttgart | Kemény           | Anna-Lena Grönefeld | Květa Peschke / Rennae Stubbs            | 6–2, 6–4            |

#### Elveszített döntői (11)
| No. | Dátum              | Helyszín      | Borítás    | Partner              | Ellenfél a döntőben                       | Eredmény a döntőben |
| 1.  | 1998. április 12.  | Amelia Island | Zöld salak | Barbara Schett       | Mary Pierce / Sandra Cacic                | 6–7(5), 6–4, 6–7(5) |
| 2.  | 1998. július 19.   | Palermo       | Salak      | Barbara Schett       | Pavlina Nola / Elena Wagner               | 4–6, 2–6            |
| 3.  | 1999. április 4.   | Hilton Head   | Salak      | Barbara Schett       | Jana Novotná / Jelena Lihovceva           | 1–6, 4–6            |
| 4.  | 2000. július 16.   | Klagenfurt    | Salak      | Barbara Schett       | Paola Suárez / Laura Montalvo             | 6–7(5), 1–6         |
| 5.  | 2001. október 18.  | Luxembourg    | Kemény     | Bianka Lamade        | Daniela Hantuchová / Jelena Bovina        | 3–6, 3–6            |
| 6.  | 2003. május 4.     | Bol           | Salak      | Emmanuelle Gagliardi | Patricia Wartusch / Mandula Petra         | 3–6, 2–6            |
| 7.  | 2004. október 31.  | Linz          | Kemény     | Nathalie Dechy       | Jelena Lihovceva / Janette Husárová       | 2–6, 5–7            |
| 8.  | 2005. április 10.  | Amelia Island | Zöld salak | Květa Peschke        | Samantha Stosur / Bryanne Stewart         | 4–6, 2–6            |
| 9.  | 2008. október 19.  | Zürich        | Kemény     | Anna-Lena Grönefeld  | Cara Black / Liezel Huber                 | 1–6, 6–7(3)         |
| 10. | 2009. április 19.  | Charleston    | Zöld salak | Līga Dekmeijere      | Bethanie Mattek-Sands / Nagyezsda Petrova | 7–6(5), 2–6, [9–11] |
| 11. | 2009. augusztus 2. | Isztambul     | Kemény     | Julia Görges         | Lucie Hradecká / Renata Voráčová          | 6–2, 3–6, [10–12]   |

## ITF döntői (7–7)

### Egyéni (7–7)
| Díjazás        |
| -------------- |
| $100,000 torna |
| $75,000 torna  |
| $50,000 torna  |
| $25,000 torna  |
| $15,000 torna  |
| $10,000 torna  |

| Borításonként |
| ------------- |
| Kemény (0–2)  |
| Salak (7–5)   |
| Fű (0–0)      |
| Szőnyeg (0–0) |

| Eredmény | No. | Dátum                | Torna                       | Borítás | Ellenfél            | Eredmény                 |
| -------- | --- | -------------------- | --------------------------- | ------- | ------------------- | ------------------------ |
| Győztes  | 1.  | 1995. május 4.       | Nitra, Szlovákia            | Salak   | Bárbara Castro      | 1–6, 6–2, 6–3            |
| Győztes  | 2.  | 1995. május 21.      | Prešov, Szlovákia           | Salak   | Jana Ondrouchová    | 6–1, 6–0                 |
| Győztes  | 3.  | 1995. június 25.     | Cureglia, Svájc             | Salak   | Camilla Kremer      | 6–2, 6–1                 |
| Döntős   | 1.  | 1995. augusztus 28.  | Athén, Görögország          | Salak   | Henrieta Nagyová    | 2–6, 0–6                 |
| Döntős   | 2.  | 1996. április 21.    | Murcia, Spanyolország       | Salak   | Elena Pampoulova    | 4–6, 3–6                 |
| Döntős   | 3.  | 1996. szeptember 2.  | Bratislava, Szlovákia       | Salak   | Henrieta Nagyová    | 0–6, 4–6                 |
| Győztes  | 4.  | 2015. szeptember 6.  | Prága, Csehország           | Salak   | Zuzana Luknárová    | 6–1, 6–2                 |
| Döntős   | 4.  | 2015. december 19.   | Bangkok, Thaiföld           | Kemény  | Kaia Kanepi         | 3–6, 3–6                 |
| Győztes  | 5.  | 2016. május 22.      | Båstad, Svédország          | Salak   | Melanie Stokke      | 6–1, 6–3                 |
| Döntős   | 5.  | 2017. június 10.     | Essen, Németország          | Salak   | Kaia Kanepi         | 3–6, 7–6(5), 0–2 feladta |
| Győztes  | 6.  | 2017. július 1.      | Périgueux, Franciaország    | Salak   | Camilla Rosatello   | 6–4, 7–5                 |
| Győztes  | 7.  | 2017. július 30.     | Horb am Neckar, Németország | Salak   | Conny Perrin        | 6–3, 6–1                 |
| Döntős   | 6.  | 2017. szeptember 17. | Biarritz, Franciaország     | Salak   | Mihaela Buzărnescu  | 4–6, 3–6                 |
| Döntős   | 7.  | 2017. november 5.    | Toronto, Kanada             | Kemény  | Ysaline Bonaventure | 6–7(3), 3–6              |

## Eredményei Grand Slam-tornákon

### Egyéni
| Grand Slam | Australian Open | Australian Open    | Roland Garros | Roland Garros        | Wimbledon      | Wimbledon            | US Open        | US Open           |
| Év         | Eredmény        | Utolsó ellenfél    | Eredmény      | Utolsó ellenfél      | Eredmény       | Utolsó ellenfél      | Eredmény       | Utolsó ellenfél   |
| 1996       | Selejtező(Q1)   | Selejtező(Q1)      | 1. kör        | Henrieta Nagyová     | 1. kör         | Mary Pierce          | −              | −                 |
| 1997       | 4. kör          | MJ Fernández       | 3. kör        | Lindsay Davenport    | 1. kör         | Lorna Woodroffe      | 3. kör         | Lindsay Davenport |
| 1998       | 4. kör          | Venus Williams     | Negyeddöntő   | A Sánchez Vicario    | 2. kör         | Cara Black           | Negyeddöntő    | Jana Novotná      |
| 1999       | 2. kör          | Amélie Mauresmo    | 3. kör        | Anna Kurnyikova      | 1. kör         | Nathalie Dechy       | 3. kör         | A Sánchez Vicario |
| 2000       | 4. kör          | Jennifer Capriati  | 1. kör        | Emmanuelle Gagliardi | 2. kör         | Paola Suárez         | 2. kör         | Shinobu Asagoe    |
| 2001       | 1. kör          | Evie Dominikovic   | 2. kör        | Cara Black           | 3. kör         | Lindsay Davenport    | 2. kör         | Justine Henin     |
| 2002       | 1. kör          | Szeles Mónika      | 4. kör        | Jennifer Capriati    | 2. kör         | Conchita Martínez    | 3. kör         | Amélie Mauresmo   |
| 2003       | 4. kör          | Daniela Hantuchová | 4. kör        | J Henin-Hardenne     | 1. kör         | Mandula Petra        | 2. kör         | T Tanasugarn      |
| 2004       | Elődöntő        | Kim Clijsters      | 2. kör        | Shinobu Asagoe       | 2. kör         | Emmanuelle Gagliardi | 4. kör         | Serena Williams   |
| 2005       | Negyeddöntő     | Nathalie Dechy     | 4. kör        | Mary Pierce          | 1. kör         | A Serra Zanetti      | 4. kör         | J Gyementyjeva    |
| 2006       | Negyeddöntő     | Amélie Mauresmo    | 4.kör         | Venus Williams       | 2. kör         | Séverine Brémond     | 4. kör         | Lindsay Davenport |
| 2007       | 4. kör          | Anna Csakvetadze   | 4. kör        | Marija Sarapova      | 4. kör         | Justine Henin        | 3. kör         | Tamira Paszek     |
| 2008       | 2. kör          | Casey Dellacqua    | Negyeddöntő   | Ana Ivanović         | 1. kör         | Casey Dellacqua      | Negyeddöntő    | J Gyementyjeva    |
| 2009       | 2. kör          | Virginie Razzano   | 1. kör        | Katerina Bondarenko  | 1. kör         | Szugijama Ai         | 2. kör         | Sara Errani       |
| 2010       | −               | −                  | 1. kör        | Venus Williams       | 1. kör         | Csan Jung-zsan       | 3. kör         | Yanina Wickmayer  |
| 2011       | 1. kör          | Leszja Curenko     | 1. kör        | Sorana Cîrstea       | −              | −                    | −              | −                 |
| 2012–2016  | −               | −                  | −             | −                    | −              | −                    | −              | −                 |
| 2017       | −               | −                  | −             | −                    | −              | −                    | Selejtező (Q2) | Selejtező (Q2)    |
| 2018       | Selejtező (Q1)  | Selejtező (Q1)     | –             | –                    | Selejtező (Q1) | Selejtező (Q1)       | 1. kör         | Marija Sarapova   |

### Páros
| Grand Slam | Australian Open           | Australian Open                     | Roland Garros              | Roland Garros                      | Wimbledon                 | Wimbledon                      | US Open                    | US Open                               |
| Év         | Eredmény Partner          | Utolsó ellenfél                     | Eredmény Partner           | Utolsó ellenfél                    | Eredmény Partner          | Utolsó ellenfél                | Eredmény Partner           | Utolsó ellenfél                       |
| 1997       | 1. kör Wiltrud Probst     | Sz Krivencseva Flora Perfetti       | 3. kör Henrieta Nagyová    | Gigi Fernández Natallja Zverava    | 2. kör Laura Golarsa      | Nathalie Tauziat Linda Wild    | 1. kör Henrieta Nagyová    | Amanda Coetzer Mary Pierce            |
| 1998       | 2. kör Brenda Schultz     | Conchita Martínez Patricia Tarabini | Negyeddöntő Barbara Schett | Lindsay Davenport Natallja Zverava | 1. kör Barbara Schett     | S Farina Elia Laura Montalvo   | Negyeddöntő Barbara Schett | Martina Hingis Jana Novotná           |
| 1999       | 3. kör Barbara Schett     | Lisa Raymond Rennae Stubbs          | 3. kör Barbara Schett      | Jana Novotná Natallja Zverava      | 1. kör Barbara Schett     | Laurence Courtois Alicia Molik | 1. kör Amélie Cocheteux    | Anke Huber Anne-Gaëlle Sidot          |
| 2000       | 3, kör S Jeyaseelan       | Anna Kurnyikova Barbara Schett      | −                          | −                                  | 1. kör E Gagliardi        | Åsa Carlsson Émilie Loit       | 2. kör Nagyja Petrova      | Chanda Rubin Sabrine Testud           |
| 2001       | 1. kör Barbara Rittner    | Amy Frazier Katie Schlubekir        | 2. kör Bianka Lamade       | Kimberly Po Nathalie Tauziat       | 2. kör Bianka Lamade      | Iva Majoli Henrieta Nagyová    | 1. kör Bianka Lamade       | Martina Navratilova A Sánchez Vicario |
| 2002       | 1. kör Bianka Lamade      | E Gagliardi Meilen Tu               | Negyeddöntő Rita Grande    | Nicole Arendt Liezel Huber         | 2. kör Květa Hrdličková   | Serena Williams Venus Williams | 2. kör Rita Grande         | J Gyementyjeva Janette Husárová       |
| 2003       | 1. kör Rita Grande        | Serena Williams Venus Williams      | 3. kör E Gagliardi         | Cara Black J Lihovceva             | 1. kör Barbara Schett     | Helen Crook Anna Hawkins       | 2. kör Barbara Schett      | Liezel Huber M Malejeva               |
| 2004       | 2. kör Barbara Schett     | Maret Ani Libuše Průšová            | 3. kör Barbara Schett      | V Ruano Pascual Paola Suárez       | 3. kör Barbara Schett     | Cara Black Rennae Stubbs       | Elődöntő J Lihovceva       | Sz Kuznyecova J Lihovceva             |
| 2005       | 1. kör Barbara Schett     | Milagros Sequera Meilen Tu          | Elődöntő Corina Morariu    | Cara Black Liezel Huber            | −                         | −                              | Negyeddöntő Corina Morariu | J Gyementyjeva Flavia Pennetta        |
| 2006       | −                         | −                                   | 2. kör Līga Dekmeijere     | Marion Bartoli Sahar Peér          | −                         | −                              | −                          | −                                     |
| 2007       | 3. kör F Schiavone        | Lisa Raymond Samantha Stosur        | 1. kör Corina Morariu      | ME Camerin Gisela Dulko            | 1. kör Corina Morariu     | Alicia Molik Mara Santangelo   | 2. kör Janette Husárová    | Nathalie Dechy Gyinara Szafina        |
| 2008       | 2. kör E Gagliardi        | V Azaranka Sahar Peér               | 1. kör Nagyja Petrova      | Casey Dellacqua F Schiavone        | −                         | −                              | 3. kör A-L Grönefeld       | Dominika Cibulková Virginie Razzano   |
| 2009       | Negyeddöntő A-L Grönefeld | Casey Dellacqua F Schiavone         | Negyeddöntő A-L Grönefeld  | A Medina Garrigues V Ruano Pascual | −                         | −                              | 3. kör A-L Grönefeld       | B Mattek-Sands Nagyja Petrova         |
| 2010       | −                         | −                                   | 1. kör Klaudia Jans        | Regina Kulikova A Sevastova        | 1. kör Michaëlla Krajicek | Hszie Su-vej Alla Kudrjavceva  | 1. kör Szávay Ágnes        | A Medina Garrigues Jen Ce             |
| 2011       | 3. kör A-L Grönefeld      | Csuang Csia-zsung Hszie Su-vej      | 2. kör A-L Grönefeld       | Gisela Dulko Flavia Pennetta       | −                         | −                              | −                          | −                                     |
| 2012−2017  | −                         | −                                   | −                          | −                                  | −                         | −                              | −                          | −                                     |

## Év végi világranglista-helyezései
| Év     | 1997 | 1998 | 1999 | 2000 | 2001 | 2002 | 2003 | 2004 | 2005 | 2006 | 2007 | 2008 | 2009 | 2010 | 2011 | 2012 | 2013 | 2014 | 2015 | 2016 | 2017 | 2018 |
| Egyéni | 26.  | 11.  | 21.  | 25.  | 44.  | 15.  | 23.  | 14.  | 7.   | 9.   | 16.  | 14.  | 43.  | 44.  | –    | –    | –    | –    | 740. | 303. | 144. | 286. |
| Páros  | –    | –    | –    | –    | 78.  | 56.  | 40.  | 18.  | 32.  | –    | 87.  | 52.  | 31.  | 110. | –    | –    | –    | –    | –    | –    | –    | –    |

## Díjai, elismerései
- 1998: WTA Most Improved Player (A legtöbbet fejlődött játékos díja)